# Ecnomiohyla minera
Ecnomiohyla minera és una espècie de granota que viu a Guatemala.
Està amenaçada d'extinció per la pèrdua del seu hàbitat natural.